# Irene hurrikán (2011)
Az Irene hurrikán egy hármas erősségű trópusi ciklon volt 2011 augusztusában a Karib-térségben és Észak-Amerika keleti partvidékén.

## Lefolyása

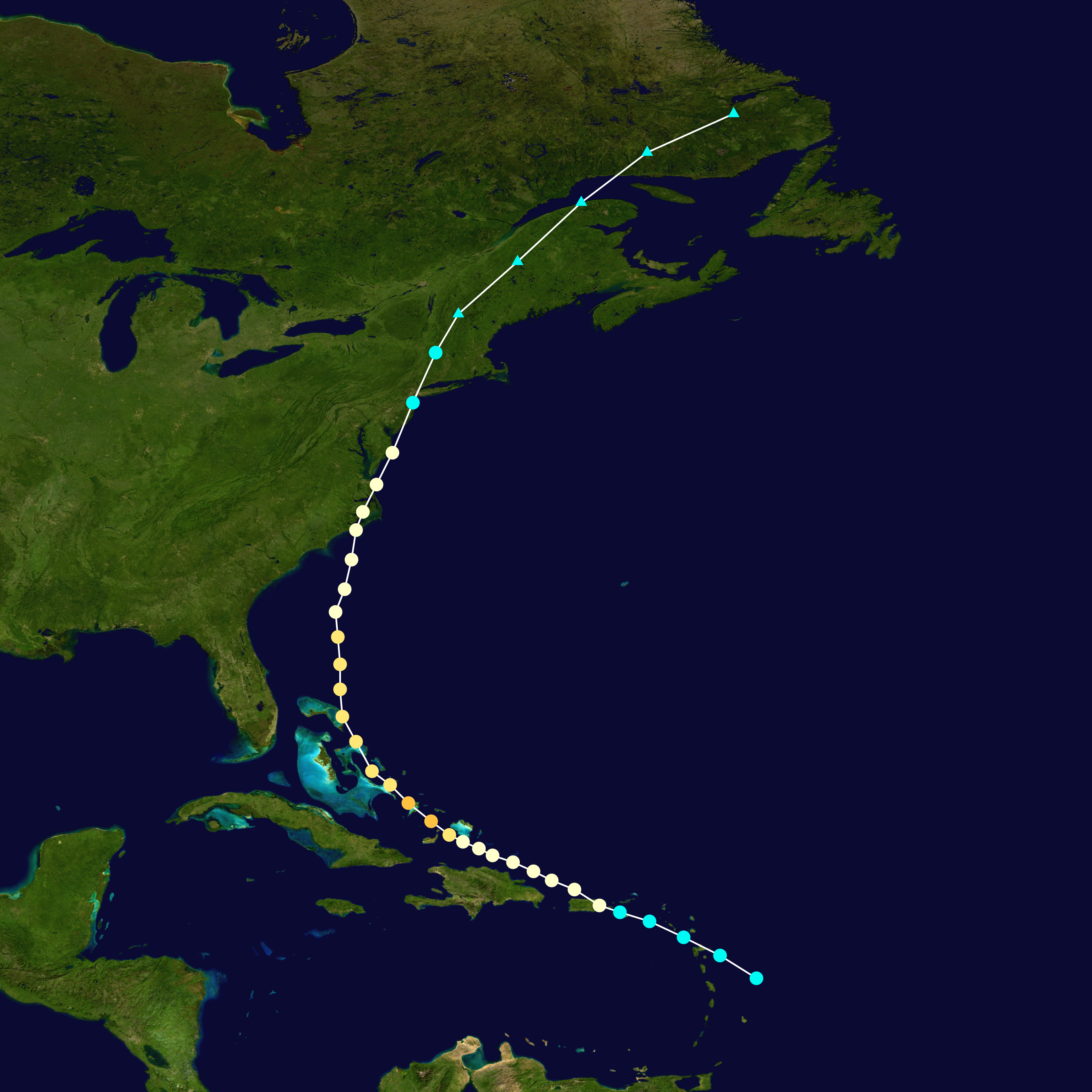
Az Irene hurrikán pályája. A jelek hat órás időközönként mutatják a vihar magjának helyzetét.

A vihar Afrika nyugati partjainál formálódott, és 2011. augusztus 20-án kapta meg a trópusi vihar besorolást és az Irene nevet. Ekkor Guadeloupe-tól 350 kilométerre keletre volt, 85 km/h szélsebességgel és 1006 mbar minimális légnyomással.
Augusztus 22-re Irene elérte Puerto Rico körzetét és 160 km/h szélsebességgel kettes fokozatú hurrikánná erősödött. Másnap a hurrikán elhaladt Hispaniola északi partja mentén, és a Turks- és Caicos-szigetek térségében pusztított.
A következő két nap során (augusztus 24-25-én) a hurrikán hármas fokozatúvá erősödött, 185 km/h szélsebességgel, és eddigi keleti irányú pályája a Bahama-szigetek mentén észak felé fordult. Augusztus 26-án a vihar intenzitása gyengült, és 27-én délelőtt már egyes fokozatú hurrikánként ért partot néhány órára Észak-Karolinában. Ekkor a meteorológusok 140 km/h maximális szélsebességet mértek. A vihar magja ezután elhaladt Maryland, Virginia és Delaware partjai mentén, és 28-án hajnalban érte el újra a szárazföldet New Jersey-ben. A szélsebesség ezen a ponton 120 km/h volt.

## Hatása
A vihar minimális károkat okozott a Kis-Antillák térségében, bár a Brit Virgin-szigetekhez tartozó Necker szigeten villámcsapás következtében leégett Richard Branson brit üzletember háza, ahol a tűzeset idején vendégeskedett Kate Winslet színésznő is. Személyi sérülés nem történt.
Hispaniola északi részén evakuálták a partvidéken élőket. Az esőzés hatására a szigeten kisebb helyi áradások voltak; Haitiban két ember meghalt, amikor egy kiáradt folyó elsodorta őket. Port-au-Prince közelében a szél károkat okozott egy menekülttábor sátraiban.